# Фотоелектрични ефекат
Фотоелектрични ефекат је емисија електрона из метала под дејством светлости. Открио га је сасвим случајно Херц 1887. године. Пре Ајнштајна физичаре је бунило то што више светлости избија више електрона али им не мења енергију. На енергију електрона утиче боја (таласна дужина), а не интензитет светлости. Ајнштајн је све недоумице решио 1905. године претпоставком да је светлост честичне природе тј. да се светлост простире у квантима који су названи фотони. Више фотона избацује и више електрона али енергија избачених електрона може да порасте само ако порасте и енергија фотона. Та Ајнштајнова претпоставка била је тада толико радикална да јој се супротстављао и сам Планк, зачетник квантне теорије. Године 1921. Ајнштајну је додељена Нобелова награда за физику за објашњење фотоелектричног ефекта.
Емисија проводних електрона из типичних метала захтева неколико кванта електрон-волта (eV) светлости, што одговара краткоталасној видљивој или ултраљубичастој светлости. У екстремним случајевима, емисије се индукују са фотонима који се приближавају нултој енергији, као у системима са негативним афинитетом према електронима и емисијом из побуђених стања, или неколико стотина keV фотона за електроне у језгру у елементима са високим атомским бројем. Проучавање фотоелектричног ефекта довело је до важних корака у разумевању квантне природе светлости и електрона и утицало на формирање концепта дуалности талас–честица. Други феномени где светлост утиче на кретање електричних наелектрисања укључују фотокондуктивни ефекат, фотонапонски ефекат и фотоелектрохемијски ефекат.

## Емисиони механизам
Фотони светлосног снопа имају карактеристичну енергију, која се назива енергија фотона, која је пропорционална фреквенцији светлости. У процесу фотоемисије, када електрон унутар неког материјала апсорбује енергију фотона и добије више енергије од енергије везивања, вероватно ће бити избачен. Ако је енергија фотона прениска, електрон не може да побегне из материјала. Пошто ће повећање интензитета нискофреквентне светлости само повећати број фотона ниске енергије, ова промена интензитета неће створити ниједан фотон са довољно енергије да избаци електрон. Штавише, енергија емитованих електрона неће зависити од интензитета долазне светлости дате фреквенције, већ само од енергије појединачних фотона.
Док слободни електрони могу да апсорбују било коју енергију када су озрачени све док ово буде праћено тренутним поновним емитовањем, као у Комптоновом ефекту, у квантним системима се апсорбује сва енергија из једног фотона – ако је процес дозвољен од стране квантне механике – или до тога не долази. Део добијене енергије се користи за ослобађање електрона од његовог атомског везивања, а остатак доприноси кинетичкој енергији електрона као слободне честице. Пошто електрони у материјалу заузимају много различитих квантних стања са различитим енергијама везивања, и зато што могу да поднесу губитке енергије на изласку из материјала, емитовани електрони ће имати распон кинетичких енергија. Највећу кинетичку енергију имаће електрони из највиших заузетих стања. У металима, ти електрони ће бити емитовани са Фермијевог нивоа.
Када се фотоелектрон емитује у чврсту материју, а не у вакуум, често се користи термин интерна фотоемисија, а емисија у вакуум се разликује као спољашња фотоемисија.

## Историјски развој
Херц је, 1887. године приметио да варнично пражњење између цинканих куглица постаје интензивније уколико се једна од њих осветли ултраљубичастим зрачењем. Испоставило се да је суштина ове појаве, назване фотоефектом, удаљавање електрона са површине метала под дејством UV зрачења. 
Детаљну методику за испитивање ове појаве дао је руски физичар Столетов. Његова апаратура састојала се од две електроде - катоде, изграђене од испитиваног материјала, и аноде, које се налазе у вакуумној цеви и прикључене су на батерију, тако да се потенциометром може мењати не само вредност, него и знак напона U, који се доводи. Када се катода осветли монохроматском светлошћу (кроз кварцни прозор), са ње се избијају електрони, који се, затим, одржавањем напона убрзавају до аноде. Јавља се фотоелектрична струја која се мери милиамперметром. 
Осветљавајући катоду светлошћу различитих таласних дужина (тј. различитих фреквенција), Столетов је утврдио следеће закономерности:
1. Да најефективније деловање има UV зрачење;
2. Да под дејством светлости материјал губи само негативна наелектрисања (1897. године Томсон је измерио специфично негативно наелектрисање, наелектрисање честице, која је 1903. године названа електрон);
3. Да је јачина струје која се јавља услед осветљавања катоде директно пропорционална интензитету упадне светлости.

## Карактеристике
На основу изучавања зависности фотострује I, образоване електронима емитованим са катоде под дејством светлости, од напона U између електрода, различитих материјала у вакууму, за различите фреквенције упадног зрачења, утврђена су три основна закона спољашњег фотоефекта:
1. Столетов закон: при фиксираној вредности фреквенције упадне светлости, број фотоелектрона, истргнутих у јединици времена, пропорционалан је интензитету светлости (јачина фотострује засићења пропорционална је енергетској осветљености катоде);
2. Максимална почетна брзина (максимална кинетичка енергија) фотоелектрона не зависи од интензитета упадне светлости, већ је одређена само њеном фреквенцијом;
3. За сваки материјал постоји црвена граница фотоефекта, тј. минимална фреквенција светлости (која зависи од хемијске природе материјала и стања његове површине), испод које је фотоефекат немогућ.

## Проблем са тачке гледишта класичне електродинамике
Објашњење фотоефекта са таласне тачке гледишта, на први поглед, не би требало да представља потешкоће. Заиста, под дејством поља светлосног таласа, у металу се јављају принудне осцилације електрона, чије су амплитуде (нпр. при резонанци) довољно велике да електрони напусте метал (тада се и примећује фотоефекат). 
Кинетичка енергија електрона истргнутог из метала требало би да зависи од интензитета упадне светлости, јер би са повећањем интензитета упадне светлости електрону требало да се предаје више енергије. Али, овај закључак противуречи другом закону фотоефекта. Наиме, по таласној теорији, енергија, која се предаје електронима, пропорционална је интензитету светлости. Онда би светлост било које фреквенције, али довољно великог интензитета, морала да отрже електроне из метала; другим речима, црвена граница фотоефекта не треба да постоји, што противуречи трећем закону фотоефекта. 
Поред тога, таласна теорија није могла да објасни безинертност (тренутну појаву фотоефекта, тј. то што не постоји мерљиво временско кашњење од тренутка осветљавања метала до детектовања фотоелектричне струје) фотоефекта, утврђеног експериментима. 
На тај начин, фотоефекат је необјашњив са тачке гледишта таласне теорије светлости.
Овде је требало одлучно раскинути са старом теоријом, и тада је, у чувеном раду из 1905. године, Ајнштајн, као млади чиновник института у Берну, изложио врло смелу хипотезу.

## Ајнштајнова једначина спољашњег фотоефекта
Ајнштајн је претпоставио да се светлосни талас састоји од великог броја кваната (који су тек 1926. године добили име фотони). Сагласно Ајнштајну, светлост фреквенције ν не само да се испушта у појединачним порцијама - квантима, како је то већ раније поставио Планк, већ се и простире у пространству и апсорбује супстанцом у појединачним квантима, чија је енергија E=hν. На тај начин простирање светлости треба разматрати не као непрекидан таласни процес, него као проток локализованих, у простору дискретних, светлосних кваната, који се крећу брзином простирања светлости у вакууму.
Енергијски биланс при фотоефекту може се изразити као:
{\displaystyle h\nu =A_{j}+A_{i}+eU_{z}\,\!}
где су:
- {\displaystyle A_{j}} - јонизациона енергија потребна да електрон напусти атом (за метале се она може сматрати једнаком нули, јер метал садржи велики број слободних електрона);
- {\displaystyle A_{i}} - излазни рад електрона из материјала, који представља минималну енергију која је потребна да би електрон напустио површину одређеног материјала;
- {\displaystyle eU_{z}} - кинетичка енергија фотоелектрона.

За метале, претходна једначина има облик:
{\displaystyle h\nu =A_{i}+{\frac {mv^{2}}{2}}}.
На основу претходне релације, минимална вредност фреквенције {\displaystyle \nu _{0}} упадног угла талса, при којој може доћи до фотоефекта, износи:
{\displaystyle A_{i}=h\nu _{0}={\frac {hc}{\lambda _{0}}}}.
Максимална таласна дужина светлости {\displaystyle \lambda _{0}} при којој може доћи до фотоефекта, је црвена граница.
Објашњење фотоефекта је крајње једноставно: при апсорпцији, фотон предаје сву своју енергију електрону, тренутно, и ако је ова енергија довољно велика да електрон раскине везе које га држе у металу, он из њега излеће. Како је вероватноћа да један електрон прими енергију од два фотона занемарљиво мала, сваки ослобођени електрон примио је енергију од само једног фотона. Зато број ослобођених електрона треба да буде пропорционалан броју апсорбованих фотона, односно пропорционалан интензитету упадног таласа. Али, како енергија електрона који излеће зависи од енергије само једног фотона (а сви фотони су исте енергије), следи да енергија фотоелектрона треба да показује линеарну зависност од фреквенције таласа, а да уопште не зависи од интензитета таласа. 
Беспрекорна Ајнштајнова релација за фотоефекат морала је да сачека своју потврду пуних 11 година, када је Миликан, 1916. године, успео да помоћу доста компликоване апаратуре потврди Ајнштајнову хипотезу о квантима светлости, и да са великом тачношћу и он одреди Планкову константу.

## Типови
Данас се разликују три вида фотоефекта: спољашњи, унутрашњи и вентилни. 

### Спољашњи фотоефекат
Спољашњим фотоефектом (који се, такође, назива и само фотоефекат) названа је појава испуштања (удаљавања) негативног наелектрисања (конкретно електрона) са површине материјала који је изложен дејству електромагнетског зрачења. Спољашњи фотоефекат примећује се код чврстих тела (метала, полупроводника, диелектрика), а такође и у гасовима на појединачним атомима и молекулима (фотојонизација).

### Унутрашњи фотоефекат
Унутрашњи фотоефекат представља појаву да под дејством електромагнетског зрачења долази до преласка електрона унутар полупроводника или диелектрика, из везаних стања у слободна, без њиховог излетања ван ових материјала. Као резултат тога, концентрација носиоца струје (електрона) унутар материјала расте, што доводи до појаве фотопроводљивости (повећања електропроводности полупроводника или диелектрика при њиховом осветљавању), тј. до појаве електромоторне силе.

### Вентилни фотоефекат
Вентилни фотоефекат је један облик унутрашњег фотоефекта, тачније појава фотоелектромоторне силе при осветљавању контакта два различита материјала - два различита полупроводника или полупроводника и метала. Вентилни фотоефекат отвара путеве за директно преображавање сунчане енергије у електричну.

## Примена фотоефекта
- спољашњег: у вакуумним фотоелементима и у фотомултипликаторима;
- унутрашњег: у фотоотпорницима или у полупроводничким фотоелементима;
- вентилног: у фотоелементима са закочним слојем или вентилним фотоелементима.